# Emilio Di Biasi
Costabile Emilio Di Biasi (São Paulo, 29 de maio de 1939 — São Paulo, 27 de setembro de 2020) foi um ator e diretor de teatro brasileiro.
Di Biasi estreou nos palcos em 1961, em uma montagem de Do Parto à Sepultura com o Teatro Oficina, sob a direção de Antônio Abujamra. Foi um dos fundadores, em 1963, do Grupo Decisão, junto de Abujamra, Antônio Ghigonetto, Berta Zemel, Wolney de Assis e Lauro César Muniz.
Foi estagiário em grupos como Piccolo Teatro di Milano e Berliner Ensemble.
Em 8 de outubro de 1968 Emilio, que atuava na peça Cordélia Brasil, em cartaz no Teatro de Arena, foi espancado junto do ator Paulo Bianco e viu sua colega Norma Bengell ser levada para o Rio de Janeiro ser interrogada no quartel da Polícia do Exército devido a peça ser considerada subversiva.
Também fez filmes, oficinas de atores e dirigiu novelas como Renascer e O Rei do Gado.

## Carreira

### Na televisão
| Ano  | Título                  | Papel     |
| ---- | ----------------------- | --------- |
| 2009 | Trago Comigo            | Lopes     |
| 1995 | Malhação                |           |
| 1990 | Gente Fina              |           |
| 1982 | Ninho da Serpente       | Cassiano  |
| 1981 | Os Imigrantes           | Anacleto  |
| 1981 | Floradas na Serra       | Dr.Nilton |
| 1981 | Os Adolescentes         | Lulu      |
| 1980 | Um Homem Muito Especial | Bóris     |

### No cinema
| Ano  | Título               | Personagem                   | Notas              |
| ---- | -------------------- | ---------------------------- | ------------------ |
| 2022 | Primavera            | Dr. Adalcino                 | Lançamento póstumo |
| 2010 | Borboletas Indômitas | Senador                      | Curta-metragem     |
| 2009 | Insolação            | Psiquiatra                   |                    |
| 2000 | Imminente Luna       | Ernesto                      |                    |
| 2000 | Os Filhos de Nelson  | Nelson                       |                    |
| 1997 | O Palco              |                              |                    |
| 1993 | Alma Corsária        | pai de Anésia / tio de Artur |                    |
| 1988 | Romance              |                              |                    |
| 1987 | Anjos do Arrabalde   | Carmona                      |                    |
| 1986 | Filme Demência       | Mefisto                      |                    |
| 1983 | Força Estranha       |                              |                    |

### Como diretor
- Araguaia (2010)
- Amazônia, de Gálvez a Chico Mendes (2007)
- A Escrava Isaura (2004)
- Esperança (2002)
- Os Maias (2001)
- Anjo Mau (1997)
- O Rei do Gado (1996)
- Renascer (1993)
- Você Decide (1992)

## Morte
Morreu em 27 de setembro de 2020, aos 81 anos, após sete anos de luta contra a doença de Alzheimer.